# Aliguay
Aliguay oder Aliguay Island ist eine Insel der Philippinen im Osten der Sulusee in der philippinischen Provinz Zamboanga del Norte.

## Geographie
Die von einer dichten Vegetation bewachsene Insel liegt ca. 20 km nordwestlich von Dapitan City. Sie ist von einigen Korallenriffen umgeben, von denen das Challenger Reef, im Südosten, das größte ist.

## Naturschutzgebiet
Die Landfläche der Insel bildet zusammen mit dem sie umgebenden Meeresgebiet das Schutzgebiet Aliguay Island Protected Landscape/Seascape. Es wurde durch den Präsidentenerlass Nr. 106 am 6. Mai 1999 eingerichtet. Es handelt sich um ein kombiniertes Naturschutz- und Meeresschutzgebiet. Es umfasst eine Fläche von 1.187,51 Hektar und eine umgebende Pufferzone von 1.191,89 Hektar. 

## Sonstiges
Aliguay gehört zum Verwaltungsgebiet von Dapitan City und ist von dort über Fährverbindungen erreichbar. Die Überfahrt dauert ca. ein bis zwei Stunden, je nach Wetterverhältnissen.
2007 hatte Aliguay 695 Einwohner.